# Paulina Goto
Paulina Goto, właśc. Paulina Gómez Torres (ur. 29 lipca 1991 w Monterrey, Nuevo León) – meksykańska aktorka, piosenkarka, kompozytorka i modelka.

## Filmografia
- 2016: Droga do szczęścia jako Luisa Fernanda Peréz Altamirano / Luisa Fernanda Montero Altamirano
- 2014-2015: Mi corazón es tuyo jako Estefanía "Fanny" Lascuráin Diez
- 2012: Miss XV jako Valentina Contreras de los Monteros
- 2010: Niña de mi corazón jako Andrea Paz "La Niña" / Andrés Paz

## Nagrody i nominacje
Premios TVyNovelas
| Rok  | Kategoria                     | Telenowela                               | Wynik     |
| ---- | ----------------------------- | ---------------------------------------- | --------- |
| 2017 | Najlepszy motyw muzyczny      | El camino donde voy – Droga do szczęścia | Nominacja |
| 2015 | Najlepsza aktorka młodzieżowa | Mi corazón es tuyo                       | Wygrana   |
| 2011 | Najlepsza aktorka młodzieżowa | Niña de mi corazón                       | Wygrana   |
| 2010 | Lanzamiento Femenino          | Niña de mi corazón                       | Wygrana   |

Premios People en Español
| Rok  | Kategoria       | Telenowela         | Wynik     |
| ---- | --------------- | ------------------ | --------- |
| 2011 | Objawienie roku | Niña de mi corazón | Nominacja |

Kids Choice Awards México
| Rok  | Kategoria        | Telenowela                      | Wynik     |
| ---- | ---------------- | ------------------------------- | --------- |
| 2012 | Ulubiona aktorka | Miss XV                         | Wygrana   |
| 2015 | Ulubiona aktorka | Mi corazón es tuyo              | Wygrana   |
| 2016 | Ulubiona aktorka | Droga do szczęścia (telenowela) | Nominacja |

Kids Choice Awards Argentina
| Rok  | Kategoria        | Telenowela | Wynik   |
| ---- | ---------------- | ---------- | ------- |
| 2012 | Ulubiona aktorka | Miss XV    | Wygrana |

Kids' Choice Awards Brasil
| Rok  | Kategoria        | Telenowela | Wynik   |
| ---- | ---------------- | ---------- | ------- |
| 2013 | Ulubiona aktorka | Miss XV    | Wygrana |

Premios Juventud
| Rok  | Kategoría                 | Telenowela         | Wynik     |
| ---- | ------------------------- | ------------------ | --------- |
| 2015 | Mój ulubiony protagonista | Mi corazón es tuyo | Nominacja |